# Secretaría de Estado de Justicia
La Secretaría de Estado de Justicia (SEJUS) de España es el órgano superior del Ministerio de la Presidencia, Justicia y Relaciones con las Cortes al que corresponde, bajo la superior autoridad del ministro, la coordinación y colaboración con la administración de las comunidades autónomas al servicio de la justicia; la ordenación, planificación, apoyo y cooperación con la Administración de Justicia y con la Fiscalía; la cooperación jurídica internacional y las relaciones con los organismos internacionales y de la Unión Europea en el ámbito de las competencias del Ministerio; las competencias relacionadas con la localización, recuperación, administración y realización de efectos, bienes, instrumentos y ganancias procedentes de actividades delictivas y la dirección, impulso y gestión de las atribuciones ministeriales relativas a estado civil y nacionalidad, el Registro Civil, la fe pública notarial, los derechos registrales, el Registro General de Actos de Última Voluntad, el Registro de Fundaciones de competencia estatal, el Registro de Mediadores e Instituciones de Mediación y el Registro Central de Titularidades Reales.
Sin perjuicio de las atribuciones de la persona titular del Departamento, corresponde al Secretario de Estado de Justicia la participación en las relaciones del Ministerio con los órganos de gobierno del Consejo General del Poder Judicial, del Ministerio Fiscal, los competentes en materia de justicia de las comunidades autónomas y los Consejos Generales de la Abogacía, de los Procuradores de los Tribunales y de los Colegios de Graduados Sociales de España, las relaciones del Ministerio con el Defensor del Pueblo en materia de justicia, así como las relaciones con el Consejo General del Notariado y el Colegio de Registradores de la Propiedad, Mercantiles y de Bienes Muebles de España.
Asimismo, le corresponde a la SEJUS el impulso y la iniciativa para la elaboración de los proyectos normativos sobre las materias de su competencia y aquellos otros encargados por el titular del departamento sin perjuicio de las atribuciones correspondientes a la SUBJUS y a la Secretaría General Técnica.

## Historia
La Secretaría de Estado de Justicia fue creada en 1994, cuando los ministerios de Justicia y del Interior se integraban en único Ministerio de Justicia e Interior. De la SEJUS dependía, como órgano directivo superior, la Secretaría General de Justicia, que tenía rango de subsecretaría y que a su vez tenía una dirección general para la infraestructura judicial. Además, directamente de ella dependía la Dirección General de los Registros y del Notariado, la Dirección General del Servicio Jurídico del Estado, la Dirección General de Objeción de Conciencia y la Dirección General de Codificación y Cooperación Jurídica Internacional, además de un gabinete para asuntos religiosos.
A partir de 1996 se integró en ella la recuperada Dirección General de Relaciones con la Administración de Justicia y se elevó el gabinete de asuntos religiosos al rango de dirección general. Asimismo, se suprimió la Secretaría General de Justicia y se adscribieron a la Secretaría de Estado el Centro de Estudios Judiciales y la Mutualidad General Judicial. No se volvió a tocar su estructura hasta 2001, pues se crea en su seno la Dirección General para la Modernización de la Administración de Justicia.
Salvo ciertos cambios entre sus direcciones generales, no se modificó su estructura hasta 2008, en la que se creó la Secretaría General de Modernización y Relaciones con la Administración de Justicia (posteriormente conocida como Secretaría General de la Administración de Justicia) como órgano intermedio entre la Secretaría de Estado y algunas de sus direcciones generales.
En 2010 sufrió su primera modificación más relevante, adscribiéndose directamente al Ministro la Abogacía General del Estado y la Dirección General de los Registros y del Notariado, y asumiendo a cambio la Secretaría de Estado las competencias en cooperación jurídica internacional. En 2015, se creó la Oficina de Recuperación y Gestión de Activos (ORGA) que se adscribió a la Secretaría de Estado. A partir de 2018 las competencias de la ORGA las asume la Secretaría General.
En 2020 el nuevo gobierno diseñado por Pedro Sánchez varió la distribución competencial, y en lo que respecta a la Secretaría de Estado, esta perdió las competencias que tenía en materia de libertad religiosa, que pasaron a la Subsecretaría de la Presidencia. Asimismo, en lo relativo a su estructura, todos sus órganos variaron su denominación y recuperó las competencias de la Dirección General de los Registros y del Notariado, que actualmente se conoce como Dirección General de Seguridad Jurídica y Fe Pública.

## Estructura
De la Secretaría de Estado de Justicia dependen:
- La Secretaría General para la Innovación y Calidad del Servicio Público de Justicia.
  - La Dirección General para el Servicio Público de Justicia.
  - La Dirección General de Transformación Digital de la Administración de Justicia.
  - La Dirección General de Seguridad Jurídica y Fe Pública.
- La Dirección General de Cooperación Jurídica Internacional.

Como órgano de apoyo y asistencia inmediata al Secretario de Estado, existe un Gabinete, con nivel orgánico de subdirección general.

### Organismos adscritos
- El Centro de Estudios Jurídicos (CEJ).
- La Mutualidad General Judicial (MUGEJU).

## Presupuesto
La Secretaría de Estado de Justicia tiene un presupuesto asignado de 2 150 997 830 € para el año 2023. Esto significa que, la SEJUS y sus órganos administran la amplia mayoría del Departamento de Justicia. De acuerdo con los Presupuestos Generales del Estado para 2023, la SEJUS participa en siete programas:
| N.º Programa                                 | Programa | Dotación        | Ref.   |
| -------------------------------------------- | --- | --------------- | ------ |
| 111Q                                         | Formación del Personal de la Administración de Justicia a través de la Centro de Estudios Jurídicos                                              | 10 154 970 €    | [ 9 ]  |
| 111R                                         | Formación de la Carrera Fiscal a través de la Centro de Estudios Jurídicos                                                                       | 10 112 180 €    | [ 10 ] |
| 112A                                         | Tribunales de Justicia y Ministerio Fiscal | 1 658 933 560 € | [ 11 ] |
| 112A                                         | Tribunales de Justicia y Ministerio Fiscal a través de la Secretaría General para la Innovación y Calidad del Servicio Público de Justicia (FGE) | 15 109 830 €    | [ 11 ] |
| 112A                                         | Tribunales de Justicia y Ministerio Fiscal a través de la Secretaría General para la Innovación y Calidad del Servicio Público de Justicia (MF)  | 289 145 050 €   | [ 11 ] |
| 113M                                         | Formación del Personal de la Administración de Justicia a través de la Dirección General de Seguridad Jurídica y Fe Pública                      | 36 669 010 €    | [ 12 ] |
| 11KB C11.I02                                 | Proyectos tractores de digitalización de la Administración General del Estado a través de la Centro de Estudios Jurídicos                        | 1 350 200 €     | [ 13 ] |
| 222M                                         | Prestaciones económicas del Mutualismo Administrativo a través de la Mutualidad General Judicial                                                 | 26 682 410 €    | [ 14 ] |
| 312E                                         | Asistencia sanitaria del Mutualismo Administrativo a través de la Mutualidad General Judicial                                                    | 101 490 420 €   | [ 15 ] |
| Total presupuesto de la Secretaría de Estado | Total presupuesto de la Secretaría de Estado | 2 150 997 830 € |        |

## Secretarios de Estado
Sin perjuicio de las atribuciones del Ministro, al Secretario de Estado le corresponde la participación en las relaciones del Ministerio con los órganos de gobierno del Consejo General del Poder Judicial, del Ministerio Fiscal, los competentes en materia de justicia de las comunidades autónomas y los Consejos Generales de la Abogacía y de los Procuradores de los Tribunales, las relaciones del Ministerio con el Defensor del Pueblo, así como las relaciones con el Consejo General del Notariado y el Colegio de Registradores de la Propiedad y Mercantiles de España. Asimismo, le corresponde la presidencia de la Comisión de Adjudicación de Bienes Producto del Delito.
1. María Teresa Fernández de la Vega Sanz (1994-1996)
2. José Luis González Montes (1996-2000)
3. José María Michavila Núñez (2000-2002)
4. Rafael Catalá Polo (2002-2004)
5. Luis López Guerra (2004-2007)
6. Julio Pérez Hernández (2007-2009)
7. Juan Carlos Campo Moreno (2009-2011)
8. Fernando Román García (2011-2014)
9. Carmen Sánchez-Cortés Martín (2014-2018)[17]
10. Manuel Jesús Dolz Lago (2018-2020)[18]
11. Pablo Zapatero Miguel (2020-2021)[19]
12. Antonio Julián Rodríguez Esquerdo (2021-2023)[20]
13. Manuel Olmedo Palacios (2023-)[21]